# Karimunjawa

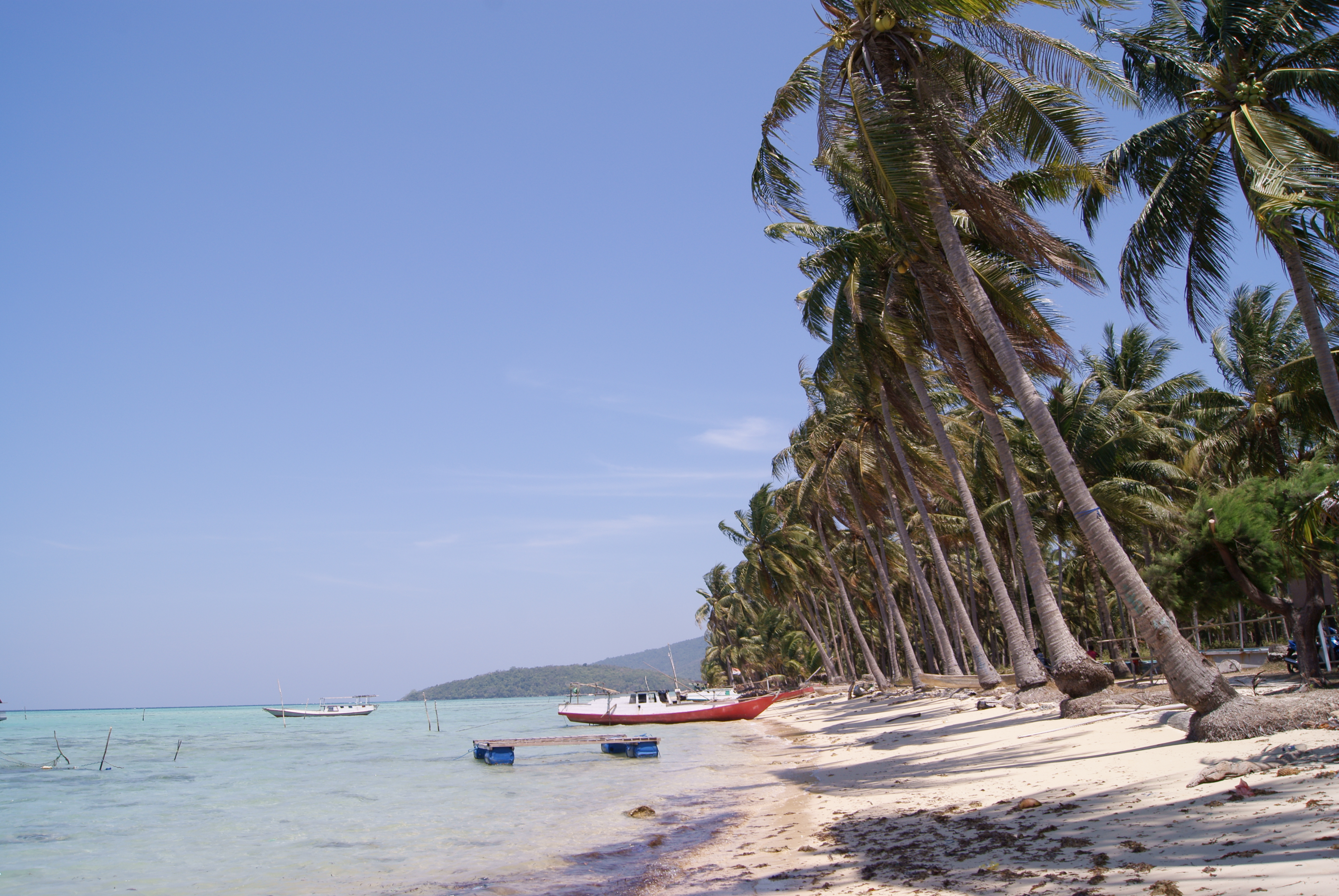
Playa Barakuda, cerca del pueblo de Kemujan.

Las islas Karimunjawa o Karimunjava (en indonesio: Kepulauan Karimunjawa) es un archipiélago de 27 islas ubicadas en el mar de Java, Indonesia, aproximadamente a 80 kilómetros al noroeste de Jepara. Tienen una superficie total de 71,2 km². La isla principal se conoce como Karimun (2700 hab.), mientras que la segunda isla más grande es Kemujan (1400 hab.).
En 2017, la población del grupo de islas era de aproximadamente 9514 habitantes que vivían en cinco de las islas. La población es principalmente javanesa, con focos de habitantes bugis y madurese. La cultura javanesa es dominante en las islas que son las únicas islas frente a Java donde el javanés es la lengua franca.
Veintidós de las islas han sido declaradas en 2001 como reserva marina, el parque nacional de Karimunjawa. Cinco islas más son de propiedad privada o están bajo el control de la Armada de Indonesia.
El archipiélago es servido por el aeropuerto de Dewadaru, que ofrece servicios aéreos regulares a Semarang y Surabaya.

## Historia
Además de su uso como base pirata, se cree que las islas estuvieron deshabitadas hasta que se estableció un asentamiento penal durante la ocupación británica de Java a principios del siglo XVII. Los hallazgos arqueológicos de cerámica china en el lecho marino cerca de las islas que datan de alrededor del siglo siglo XIII sugieren que las islas alguna vez fueron parte de una ruta comercial a Java. El asentamiento fue abandonado por los neerlandeses durante la guerra de Java de 1825-1830, pero los exconvictos permanecieron como colonos. Las plantaciones de algodón establecidas durante el período de los presos se convirtieron en una importante fuente de ingresos, al igual que la orfebrería.
Las islas fueron declaradas parque nacional en 1988.

## Geología y climatología
El archipiélago consiste predominantemente en islas continentales preterciarias principalmente de cuarcitas y shale cubiertas por lava basáltica. Geológicamente, las islas son parte de Sondalandia. Las islas tienen arrecifes de coral periféricos e irregulares. La mejor época para visitar las islas es durante la estación seca, generalmente de abril a octubre.

## Administración
Las islas Karimunjawa comprenden un distrito (kecamatan) que se compone de cinco pueblos (Karimun, Kamagin, Kemujan, Digimon y Parang) y forma parte del kabupaten de Jepara de la provincia de Java Central. La isla de Bawean se encuentra al este de este grupo y es parte del kabupaten de Gresik, en la provincia de Java Oriental.

## Economía
La principal fuente de ingresos de la población local es la pesca, seguida de los servicios y el comercio. Los viajes a las islas desde Java a veces están limitados durante la temporada de lluvias alrededor del período de enero a marzo durante el mal tiempo que puede traer grandes olas al área.
Hay varios lugares para bucear. Existe presión sobre los recursos ambientales locales debido a la rápida expansión de la industria turística.

## Galería
|                             |
| Barcos de pesca de Karimun. |

|                               |
| El antiguo puerto de Karimun. |

|                             |
| Una casa típica de Karimun. |

|                                    |
| Playa Lele Lele, cerca de Karimun. |

|                            |
| El aeropuerto de Dewadaru. |